# Période géologique
Pour les articles homonymes, voir Période.
Une période géologique est une subdivision d'une ère géologique sur l'échelle des temps géologiques.
C'est une unité de temps de troisième ordre (voir tableau ci-contre), basée sur les résultats de la géochronologie (obtenus par les méthodes de datation absolue).
Sa durée moyenne est de 50 millions d'années pour l'éon Phanérozoïque et d'environ 200 millions d'années pour l'éon Protérozoïque.

## Équivalence et subdivisions
Son équivalent en chronostratigraphie s'appelle un système. Pour un même intervalle de temps géologique, les périodes et les systèmes portent des noms identiques.
La période se subdivise en époques géologiques, qui elles-mêmes se découpent en âges.

## Périodes géologiques
La Commission internationale de stratigraphie établit, dans le cadre de l'Union internationale des sciences géologiques (I.U.G.S.), les différents intervalles de l'Échelle des temps géologiques. En 2004, l'I.U.G.S. a ajouté l'Édiacarien à l'ère Néoprotérozoïque (le dernier ajout d'une période géologique remontait à près de 130 ans).
| Éon           | Ère                | Période                                   | Début et fin (en millions d'années) | Durée (en millions d'années) |
| ------------- | ------------------ | ----------------------------------------- | ----------------------------------- | ---------------------------- |
| Phanérozoïque | Cénozoïque         | Quaternaire (Pléistocène/Holocène)        | 2,588–0                             | 2,588+                       |
| Phanérozoïque | Cénozoïque         | Néogène (Miocène/Pliocène)                | 23,03–2,588                         | 20,4                         |
| Phanérozoïque | Cénozoïque         | Paléogène (Paléocène/Éocène/Oligocène)    | 66,0–23,03                          | 42,9                         |
| Phanérozoïque | Mésozoïque         | Crétacé                                   | 145,5–66,0                          | 79,5                         |
| Phanérozoïque | Mésozoïque         | Jurassique                                | 201,3–145,0                         | 56,3                         |
| Phanérozoïque | Mésozoïque         | Trias                                     | 252,17–201,.3                       | 50,9                         |
| Phanérozoïque | Paléozoïque        | Permien                                   | 298,9–252,17                        | 46,7                         |
| Phanérozoïque | Paléozoïque        | Carbonifère (Mississippien/Pennsylvanien) | 358,9–298,9                         | 60                           |
| Phanérozoïque | Paléozoïque        | Dévonien                                  | 419,2–358,9                         | 60,3                         |
| Phanérozoïque | Paléozoïque        | Silurien                                  | 443,4–419,2                         | 24,2                         |
| Phanérozoïque | Paléozoïque        | Ordovicien                                | 485,4–443,4                         | 42                           |
| Phanérozoïque | Paléozoïque        | Cambrien                                  | 541,0–485,4                         | 55,6                         |
| Protérozoïque | Néoprotérozoïque   | Édiacarien                                | 635,0–541,0                         | 94                           |
| Protérozoïque | Néoprotérozoïque   | Cryogénien                                | 850–635                             | 215                          |
| Protérozoïque | Néoprotérozoïque   | Tonien                                    | 1000–850                            | 150                          |
| Protérozoïque | Mésoprotérozoïque  | Sténien                                   | 1200–1000                           | 200                          |
| Protérozoïque | Mésoprotérozoïque  | Ectasien                                  | 1400–1200                           | 200                          |
| Protérozoïque | Mésoprotérozoïque  | Calymmien                                 | 1600–1400                           | 200                          |
| Protérozoïque | Paléoprotérozoïque | Stathérien                                | 1800–1600                           | 200                          |
| Protérozoïque | Paléoprotérozoïque | Orosirien                                 | 2050–1800                           | 250                          |
| Protérozoïque | Paléoprotérozoïque | Rhyacien                                  | 2300–2050                           | 250                          |
| Protérozoïque | Paléoprotérozoïque | Sidérien                                  | 2500–2300                           | 200                          |

### Périodes du Précambrien
Pour les temps antérieurs à l'explosion cambrienne (apparition de la plupart des grands embranchements actuels de métazoaires et grande diversification des faunes, il y a environ 541 millions d'années),, seules les trois ères constituant l'éon Protérozoïque sont subdivisées en dix périodes. Leur durée moyenne est d'environ 200 millions d'années, sur une échelle qui reste à préciser et à prolonger au-delà de la base du Protérozoïque (−2 500 millions d'années). De la plus ancienne à la plus récente:
- ère Paléoprotérozoïque
  - Sidérien
  - Rhyacien
  - Orosirien
  - Stathérien
- ère Mésoprotérozoïque
  - Calymnien
  - Ectasien
  - Sténien
- ère Néoprotérozoïque
  - Tonien
  - Cryogénien
  - Édiacarien

### Périodes des ères du Phanérozoïque
L'éon du Phanérozoïque couvre les temps géologiques depuis la base de l'âge Cambrien, il y a 541 millions d’années, jusqu'à nos jours. Il est subdivisé en trois ères, elles-mêmes découpées en un total de onze périodes. Si l'on exclut la période Quaternaire qui ne dure que depuis 2,6 millions d'années, la durée moyenne d'une période du Phanérozoïque est de l'ordre de 50 millions d'années, avec une vingtaine de millions d'années pour les périodes du Néogène et du Silurien et près de 80 millions d'années pour la période Crétacé.
De la plus ancienne à l'actuelle:
- ère Paléozoïque:
  - Cambrien
  - Ordovicien
  - Silurien
  - Dévonien
  - Carbonifère
  - Permien
- ère Mésozoïque
  - Trias
  - Jurassique
  - Crétacé
- ère Cénozoïque
  - Paléogène
  - Néogène
  - Quaternaire - le statut du Quaternaire a changé en 2009[5]; considéré auparavant comme une ère, il a été rétrogradé à celui de période. Malgré son étymologie qui le rattache aux anciennes appellations des ères du Phanérozoïque (Primaire, Secondaire, Tertiaire), le terme a été conservé, pour des raisons de notoriété[5].